# Alsó erdősor
Az Alsó erdősor utca Budapest VII. kerületében, a Rákóczi úttól indul. Tengelye a Dohány utcai kereszteződés után megtörik és némileg el is csúszik, így torkollik az Izabella utcába.

## Története

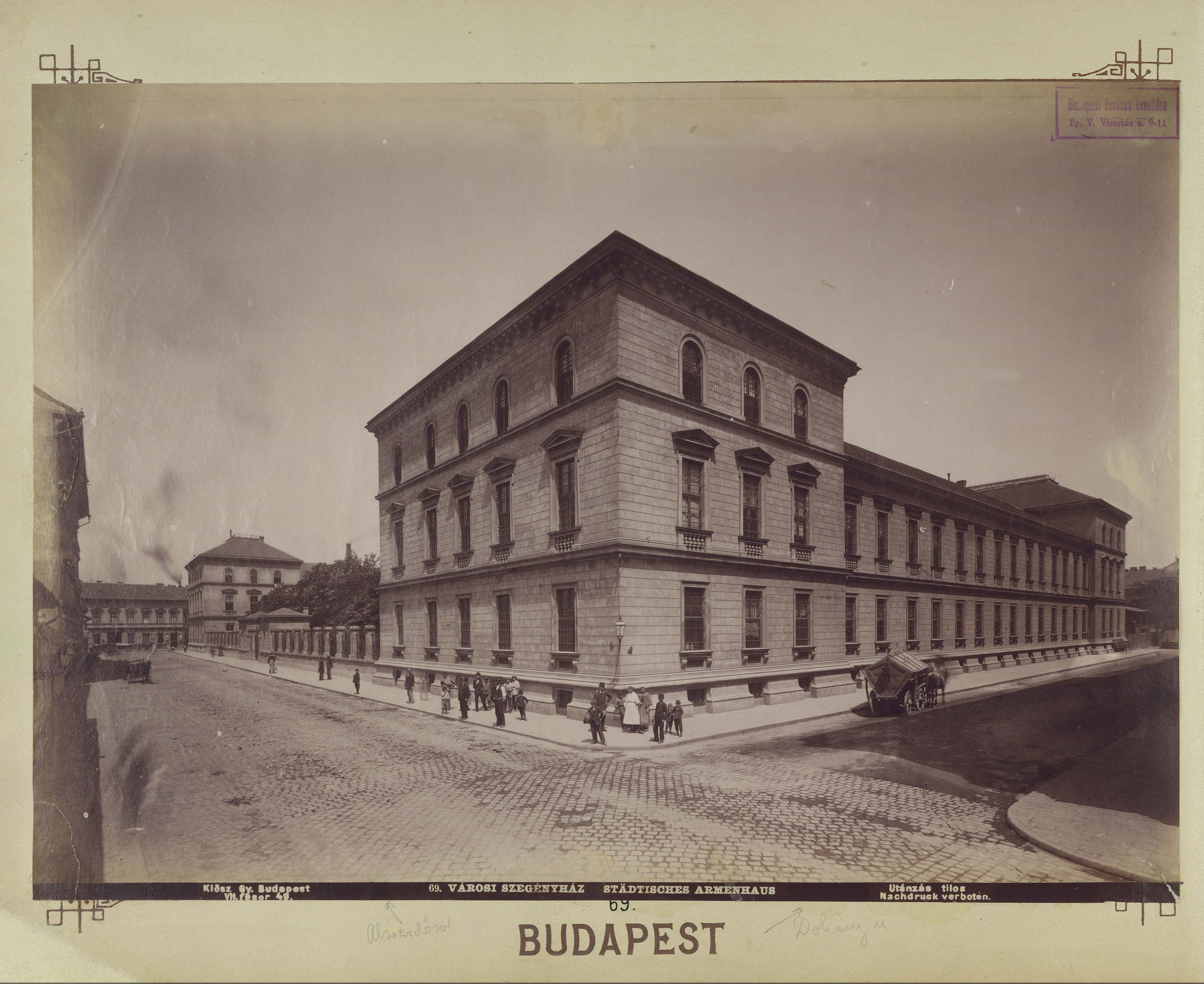
Az egykori Erzsébet szegényápoló ház 1900-ban

Az Alsó erdősor az 1800-as évek elején még Wald Zeile (magyarul: Erdő sor) névvel illetett utca az akkori Terézváros határát jelentette, ezen túl már szántóföldek, kertek, illetve a távolban az ekkor még csak leendő Városliget volt.
Nagy valószínűséggel a Városligettel együtt született az 1810-es években (a legkorábbi említése 1817-ből való). Hivatalosan 1874. február 19-én kapta mai nevét, amikor az addigi Erdő sort (Wald Zeile) felosztották Alsó és Felső erdősorra, amelyek között ma már a város terjeszkedéséből kifolyólag nincs összeköttetés.

## Híres házak, híres emberek
- (4. – egykor 93.): 1849. március 21-én – férje halála után – Petőfi Sándor édesanyja az itt álló házba költözött. Alig két hónapot lakott itt, 1849. május 17-én meghalt.[1]